# Valse profeet
Een valse profeet is iemand die een voorspelling (profetie) doet, die vervolgens niet uitkomt, of iemand die een voorspelling doet in naam van een afgod.

## Hebreeuwse Bijbel
In de wet van Mozes wordt over valse profeten gesproken:
Maar als een profeet de euvele moed heeft om in mijn naam iets te zeggen dat ik hem niet heb opgedragen, of om in de naam van andere goden te spreken, dan moet hij ter dood gebracht worden. Misschien vraagt u zich af: Is er een manier om te bepalen of een profetie al dan niet van de HEER komt? Die is er inderdaad: als een profeet zegt te spreken in de naam van de HEER, maar zijn woorden komen niet uit en er gebeurt niets, dan is dat geen profetie van de HEER geweest. Heb geen ontzag voor een profeet die zich dat aanmatigt. (Deuteronomium 18:20-2)
Volgens deze passage was de straf voor een valse profeet de doodstraf.

## Nieuwe Testament
Jezus zei over valse profeten:
Pas op voor valse profeten, die in schaapskleren op jullie afkomen maar eigenlijk roofzuchtige wolven zijn. (Matteüs 7:15)
Volgens hem zouden valse profeten een teken zijn voor zijn wederkomst: 
Jezus antwoordde hun: Pas op dat niemand jullie misleidt. Want er zullen velen komen die mijn naam gebruiken en zeggen: “Ik ben de messias,” en ze zullen veel mensen misleiden. ... Als iemand dan tegen jullie zegt: “Kijk, dit is de messias,” of: “Daar is hij,” geloof dat dan niet. (Matteüs 24:4-5,23)
Sommige christenen geloven dat de antichrist in de eindtijd ook zal worden bijgestaan door een valse profeet (Openbaring 19:20; 20:10).